# Alaptus apterus
Alaptus apterus är en stekelart som beskrevs av Girault 1920. Alaptus apterus ingår i släktet Alaptus och familjen dvärgsteklar. Inga underarter finns listade i Catalogue of Life.